# Ostrov (Březová)
Ostrov (německy Wöhr, do r. 1948 Verda) je zaniklá obec v severozápadní části Slavkovského lesa v okrese Sokolov v Karlovarském kraji. Ležela v nadmořské výšce okolo 700 m na náhorní plošině mezi Kostelní Břízou a Smrkovcem, přibližně 7 km jižně od Březové. Samostatnou obcí se stal Ostrov v roce 1877. V roce 1923 došlo k počeštění na jméno Verda a český název Ostrov dostala obec v roce 1947.
Ostrov (Ostrov u Březové) je také název katastrálního území o rozloze 3,83 km2.

## Historie
První písemná zmínka je z roku 1370, kdy je osada uváděna v seznamu leuchtenberských lén. O osadě se zachovaly jen drobné záznamy a jako kolonizační ves byla často rozdělena mezi několik vlastníků.
Do roku 1850 byla rozdělena mezi dvě panství, statek Krásná Lípa, který byl v té době v držení rodu Starcků a statek Žitná, který držel rod Juncker-Bigatto.
V roce 1869 byl Ostrov osadou obce Krásná Lípa, v letech 1800–1910 obcí v okrese Falknov, v roce 1850 se uvádí jako osada obce Kostelní Bříza. Později, už bez obyvatel, osadou obce Březová.
Osud obce byl zpečetěn po skončení druhé světové války. Nejprve došlo k odsunu německého obyvatelstva, následovala snaha obec dosídlit. K tomu však již nedošlo, protože v roce 1946 bylo rozhodnuto o vybudování vojenského výcvikového tábora v prostoru Slavkovského lesa.
Po opouštění vojenského prostoru v roce 1953 nezůstalo z původní obce nic, až na několik pozůstatků základů domů a sklepů. Obec tak připomíná jen původní pomník obětem první světové války, který v roce 2012 opravili bývalí obyvatelé obce a usadili na něj novou pamětní desku. Ta původní byla zničena za doby trvání vojenského prostoru.

## Obyvatelstvo
Při sčítání lidu v roce 1921 zde žilo 215 obyvatel, z toho jeden Čechoslovák a 214 Němců. Všichni se hlásili k římskokatolické církvi.
| Rok            | 1869 | 1880 | 1890 | 1900 | 1910 | 1921 | 1930 | 1950 |
| -------------- | ---- | ---- | ---- | ---- | ---- | ---- | ---- | ---- |
| Počet obyvatel | 300  | 298  | 294  | 253  | 207  | 215  | 246  | 0    |
| Počet domů     | 54   | 56   | 57   | 53   | 51   | 49   | 48   | 0    |